# Joanne Fluke
Pour les articles homonymes, voir Fluke.
Œuvres principales
- Série Hannah Swensen

Joanne Fluke, nom de plume de Joanne Fischmann née Joanne Gibson en 1943 à Swanville, au Minnesota, est une femme de lettres américaine, auteure de roman policier.

## Biographie
Joanne Fluke fait des études à l'université d'État de Saint Cloud puis obtient un diplôme en psychologie, en 1973 à la California State University, San Bernardino (en).
Dans les années 1980, sous le nom de Jo Gibson elle écrit des histoires d'horreur pour jeunes adultes.
En 2000, avec Chocolate Chip Cookie Murder, elle commence une série consacrée  à Hannah Swensen, détective amateur et pâtissière. L'originalité de cette série est d'inclure des recettes de cuisine dans l'intrigue policière. Cinq téléfilms sont des adaptations de ces romans.

## Œuvre

### Romans signés Joanne Fluke

#### SérieHannah Swensen
1. Meurtres et Pépites de chocolat, Le Cherche midi, 2021 ((en) Chocolate Chip Cookie Murder, 2000)
2. Meurtres et Charlotte aux fraises, Le Cherche midi, 2021 ((en) Strawberry Shortcake Murder, 2001)
3. Meurtres et Muffins aux myrtilles, Le Cherche midi, 2021 ((en) Blueberry Muffin Murder, 2002)
4. Meurtres et Tarte au citron meringuée, Le Cherche midi, 2021 ((en) Lemon Meringue Pie Murder, 2003)
5. Meurtres et Cupcake au caramel, Le Cherche midi, 2022 ((en) Fudge Cupcake Murder, 2004)
6. Meurtres et Biscuits au sucre, Le Cherche midi, 2022 ((en) Sugar Cookie Murder, 2004)

6,5 Meurtres et Cobbler aux pêches, 2022 ((en) Peach Cobbler Murder, 2005)Contenu dans le tome 6 Meurtres et Biscuits au sucre
1. Meurtres et Cheesecake aux cerises, Le Cherche midi, 2023 ((en) Cherry Cheesecake Murder, 2006)
2. Meurtres et Tarte au citron vert, Le Cherche midi, 2023 ((en) Key Lime Pie Murder, 2007)
3. Meurtres et Carrot cake, Le Cherche midi, 2023 ((en) Carrot Cake Murder, 2008)
4. Meurtres et Choux à la crème, Le Cherche midi, 2024 ((en) Cream Puff Murder, 2009)
5. Meurtres et Pudding de Noël, Le Cherche midi, 2024 ((en) Plum Pudding Murder, 2009)
6. Meurtres et Chaussons aux pommes, Le Cherche midi, 2025 ((en) Apple Turnover Murder, 2010)
7. Meurtres et Gâteau du diable, Le Cherche midi, 2025 ((en) Devil’s Food Cake Murder, 2011)
8. (en) Cinnamon Roll Murder, 2012
9. (en) Red Velvet Cupcake Murder, 2013
10. (en) Blackberry Pie Murder, 2014
11. (en) Double Fudge Brownie Murder, 2015
12. (en) Wedding Cake Murder, 2016
13. (en) Christmas Caramel Murder, 2016
14. (en) Banana Cream Pie Murder, 2017
15. (en) Raspberry Danish Murder, 2018
16. (en) Christmas Cake Murder, 2018
17. (en) Chocolate Cream Pie Murder, 2019
18. (en) Coconut Layer Cake Murder, 2020
19. (en) Christmas Cupcake Murder, 2020
20. (en) Triple Chocolate Cheesecake Murder, 2021

#### Romans indépendants
- (en) The Stepchild, 1980
- (en) The Other Child, 1983
- (en) Winter Chill, 1984
- (en) Cold Judgement, 1985
- (en) Vengeance Is Mine, 1986
- (en) Final Appeal, 1989
- (en) Video Kill, 1989
- (en) Dead Giveaway, 1990
- (en) Fatal Identity, 1993
- (en) Deadly Memories, 1995
- (en) Eyes, 2016
- (en) Wicked, 2016

### Romans signés Jo Gibson
- (en) Slay Bells, 1994
- (en) My Bloody Valentine, 1995
- (en) Wicked, 1995
- (en) Dance of Death, 1996